# Будённый (Орловская область)
Будённый — посёлок в Болховском районе Орловской области. Входит в состав Гнездиловского сельского поселения.

## Этимология
Посёлок назван в честь Маршала Советского Союза, Трижды Героя Советского Союза С. М. Будённого (1883—1973).

## География
Посёлок находится в северной части Орловской области, в лесостепной зоне, в пределах центральной части Среднерусской возвышенности.
Климат
Климат близок к умеренно-холодному, количество осадков является значительным, с осадками в засушливый месяц. Среднегодовая норма осадков — 627 мм. Среднегодовая температура воздуха в Болховском районе — 5,1 °C.
Часовой пояс
Посёлок Буденный, как и вся Орловская область, находится в часовой зоне МСК (московское время). Смещение применяемого времени относительно UTC составляет +3:00.

## Население
| 2010 |
| ---- |
| 0    |

Национальный состав
Согласно результатам переписи 2002 года, в национальной структуре населения русские составляли 100 % из 5 чел